# Dudó
The Dudó o simplemente Dudó fue una banda peruana de rock formada en 1984 y que llegó a ser uno de los grupos más populares durante el auge del rock peruano junto a otras bandas como Autocontrol, RIO, JAS, Arena Hash entre otros.

## Historia

### Inicios y formación
La banda se formó oficialmente el 18 de noviembre de 1984 tras la reunión de los integrantes de dos grupos recientemente disueltos, uno era llamado "Vannys" y el otro, "Black Side" conformada también por Javier Manrique que después fundara  "JR " y "Caso Secreto" respectivamente. La formación original estuvo compuesta por Miguel Tapia (voz principal y bajo), Manolo Martínez (segunda guitarra), Magno Llactas (primera guitarra), Freddy Neyra (teclados) y Octavio Medina (batería). 
En 1985 ingresó a la banda Rubén "la bruja" Rojas tocando la primera guitarra, mientras que Manolo Martínez pasó a ser el representante del grupo.
Apenas a un año de su formación Dudó ganó en Lima el primer Torneo de Rock Urbano en el que compitió contra otras 300 bandas roqueras, esto los ayudó a promocionarse en la escena nacional. En 1986 lanzaron su primer sencillo llamado "Distraído" y al año siguiente, el segundo llamado "Opuestos" ambos temas con bastante acogida. En esta época la banda empieza a trabajar junto al productor Manuel Garrido-Lecca (quien produjo poco tiempo después material para Arena Hash) para el lanzamiento de su primer LP.

### Álbum homónimo (1988)
El primer álbum de la banda se tituló simplemente "Dudó" y fue lanzado en 1988 bajo el sello discográfico Delta. El álbum contenía las canciones "Distraído", "Opuestos" (lanzados en años previos), "Hipocampo" y la balada "No se nada de ti", todas ellas muy populares en su época. Sin embargo, el tema más conocido del disco fue "Extraños", que se convirtió con los años en la más representativa de la banda. Ese mismo año se lanzó el videoclip de "Extraños" que ocupó el número uno de las listas peruanas durante semanas. Dudó realizó una gira alrededor del país acompañando el éxito de su álbum, llegó a ser telonero de músicos como Los Violadores y Alaska y Dinarama.

### No te irás (1990)
En 1990 la agrupación sufre el sensible fallecimiento de su guitarrista Rubén "la bruja" Rojas y es en su honor el título de su segundo álbum "No te irás". En este trabajo se encuentras canciones como "Ivette" y "La balada de la bruja", en honor a Rubén Rojas.  Esta pérdida también provoca el abandono de la banda por parte de Magno Llacttas, quien viaja a Japón buscando nuevas oportunidades, y Freddy Neyra, quien acompaña en los teclados a otras bandas reconocidas e inicia su labor como productor musical. 

### Otro cuento nomás (1997)
Luego de una larga pausa de más de 5 años, superando la pérdida de su guitarrista Rubén Rojas, la banda liderada por Miguel Tapia y Octavio Medina, se relanza con 2 nuevos integrantes: Quito Linares en la 1.ª Guitarra, y Rubén Araki en la guitarra rítmica, coros y teclados. Con esta nueva conformación, lanzan su tercer álbum "Otro cuento nomás" en 1997, destacando el tema "Da,da,da, sin tu amor" el cual fue acompañado de un videoclip difundido en muchos programas musicales y programas de televisión.  Posteriormente, los integrantes deciden retomar sus proyectos individuales.

### Últimos trabajos
Vuelven a reunirse para editar su último trabajo de estudio: "Como el vino" lanzado en el 2006 y que es un recopilatorio con sus mejores temas además de versiones inéditas de sus canciones. En el 2009 celebraron sus bodas de plata en grandes presentaciones en donde compartieron escenario con el grupo RIO, además de estrenar el videoclip de su canción "Olvídalo" que fue dirigida por Pocho Prieto. El 16 de diciembre de 2011 falleció Miguel Tapia, vocalista de la banda.

### DUDO 2020, el retorno
Superado la pérdida sensible del líder y vocalista de la banda Miguel Tapia, Octavio Medina, cofundador de la banda, lidera el proyecto de relanzar a Dudó, quien después de un largo período, logra convocar un grupo de músicos dispuestos a retomar el proyecto, con el compromiso de continuar el estilo original de la banda.  La fecha definida para el retorno, es el 15 de agosto de 2020, en plena pandemia de Coronavirus.

## Discografía

### Álbumes de estudio
- Dudó (1988)
- No te irás (1990)
- Otro cuento nomás (1997)
- Como el vino (2006)

## Videografía
- Extraños (1988)
- Hipocampo (1988)
- El Ritmo Escondido (1988)
- Da Da Da (1996)
- Olvídalo (2009)